# Niskohromatska dijeta
Niskohromatska dijeta je oblik kontrolisane ishrane u kojoj se pažljivim odabirom hrane sa relativno niskom koncentracijom hroma može se smanjiti ukupni dnevni unos hroma hranom. Pažljiva selekcija hrane sa relativno niskom koncentracijom hromata može dovesti do smanjenja ukupnog unosa hroma ishranom na dnevnom nivou. Time se smanjuje rizik za endogenu aktivaciju imunokompetentnih ćelija kod pojedinaca osjetljivih na hromate. Takva ishrana može uticatine ne samo  na ishod trovanja hromatima već ima i značaj u lečenju pacijenata osjetljivih (alergičnih) na hromate. Zbog toga je dobro poznavanje prisustva hromata u hrani korisno za kontrolu alergija izazvani unosom hromata hranom.

## Opšta razmatranja
Nikl, kao jedan od toksičnih teških metala, sve je prisutniji element u tragovima u čovekovom okruženju i jedan je od najčešći uzroka alergije na teške metale među ljudima. Alergija na nikl je hronični problem koji se često ponavlja; žene su alergijom na hromate češće pogođene nego muškarci. Alergija na nikl može da se razvije u bilo kom uzrastu. Kada se jednom razvije, ima tendenciju da traje doživotno.
Nikl je prisutan u većini dijetetskih proizvoda, a hrana se smatra glavnim izvorom nikla za opštu populaciju. Nikl u ishrani osobe koja je osetljiva na ovaj metal može izazvati alergijski dermatitis ili alergiju na hromate. Pažljivim odabirom hrane sa relativno niskom koncentracijom nikla može se smanjiti ukupni unos svih jedinjenja nikla na dnevnom nivou. To može da utiče ne samo na ishod bolesti već može da pomogne i u lečenju pacijenta koji su osetljiv na jedinjenja nikla.

## Osnovni principi niskohromatske ishrane
U niskohromatskoj dijete moraju se uzeti u obzir sledeći koraci prilikom pripreme ove dijete:
1. Izbegavati sve namirnice za koje je dokazano da sadrže visoke vrednosti hroma.
2. Izbegavati sva pića koja u sebi sadrže hrom i dijetetske dodatke sa hromom kao što su:
- hrom pikolinat,
- hrom polinikotinat,
- hrom hlorid i
- hromom obogaćeni kvasac.

3. Izbegavati svu konzerviranu hranu, jer se hrom izdvaja iz legure limenke i time povećava ukupni sadržaj hroma u konzerviranim namirnicama.
4. Kiselu hranu ne treba kuvati u inoks posuđu, jer kiseline mogu dovesti do disocijacije hroma iz posuđa, čime se povećava sadržaj hroma u hrani. Sa druge strane, kuvanje u aluminijumskim posudama smanjuje sadržaj hroma u hrani.
5. Životinjska tkiva obično sadrže više hroma nego biljna tkiva. Meso, posebno prerađeno, sadrži veću koncentraciju hroma i stoga ga treba izbjegavati.
6. Kao glavne namirnice u niskohromnoj dijeti treba koristiti žitarice i mleko jer imaju niske  vrednosti hroma. Brašno sadrži malo hrom, i wegovi proizvodi se mogu koristiti u dijeti. Dijeta sa visokim sadržajem prostih šećera nisu samo siromašne u kromu, već i povećavaju izlučivanje hroma iz organizma putem urina. Rafinirani šećer ima nizak sadržaj hroma.
7. Povrće, osim onog za koje se zna da ima visok sadržaj hroma, može se konzumirati. Mahunarke, krompir, beli luk, paradajz, začini, sobzirom da čine važan deo mnogih kuhiwa, treba koristiti umereno, ako se u ishrani ne mogu potpuno izbeći.
8. Sveže voće se može konzumirati. Ali plodovi bogati hromom, kao što su grožđe, narandža, jabuke, banane itd., treba konzumirati u umerenim količinama.
9. Čaj i kafu je bolje izbegavati ili ih ređe i umereno konzumirati.
10. Izbegavati konzumiranje tvrde vode iz slavine jer sadrži veliku količinu hroma.

## Spoljašnje veze
- Nickel-Free Diet and Acceptable Foods (језик: енглески)
- The Nickel Allergy Diet (језик: енглески)
- „List of Nickel Free Food” (PDF). Архивирано из оригинала (PDF) 12. 04. 2021. г. Приступљено 02. 05. 2019. (језик: енглески)

|  | Molimo Vas, obratite pažnju na važno upozorenje u vezi sa temama iz oblasti medicine (zdravlja). |